# لاریسا ۱۱۶۲
سیارک ۱۱۶۲ (به انگلیسی: 1162 Larissa، نامگذاری:1930AC) هزار و صد و شصت و دومین سیارک کشف شده‌است که در ۵ ژانویه ۱۹۳۰ و در هایدلبرگ کشف شد.
قدر مطلق سیارک برابر ۹٫۴۴ است.